# アレクサンダー・フォン・シュリッペンバッハ
アレクサンダー・フォン・シュリッペンバッハ（Alexander von Schlippenbach、1938年 - ）は、ドイツのジャズ・ピアニスト、作曲家。ベルリン生まれ。

## 経歴
8歳でピアノを始め、ケルンでベルント・アロイス・ツィンマーマンに作曲を学んだ。勉学中、マンフレート・ショーフと共同演奏を始めた。28歳でグローブ・ユニティ・オーケストラを結成した。1988年には、ウィレム・ブロイカー、ポール・ローフェンス、ミシャ・メンゲルベルク、高瀬アキ、ケニー・ホイーラーなどが参加するベルリン・コンテンポラリー・ジャズ・オーケストラを結成した。
1994年、アルベルト・マンゲルスドルフ賞を受賞した。
多くの録音を残したほか、ヨーロッパのフリー・ジャズ界における多くの重要な音楽家と共演歴を持つ。1999年、セロニアス・モンクの全作品録音を完遂した。